# 296 a. C.
El año 296 a. C. fue un año del calendario romano prejuliano. En el Imperio romano se conocía como el Año 458 Ab urbe condita. 

## Acontecimientos
- Se erige el Templo de Bellona en el Monte Palatino de Roma.